# Teoria kwasów i zasad Lewisa
Teoria kwasów i zasad Lewisa – teoria określająca właściwości kwasowe i zasadowe substancji chemicznej na podstawie jej zdolności akceptorowo-donorowych. Kwas Lewisa to związek chemiczny (oznaczany zazwyczaj symbolem "A"), który może przyjąć parę elektronową od zasady Lewisa ("B"), będącej donorem pary elektronowej. W ten sposób powstaje tzw. addukt A−B
A + :B → A−B
Definicję powyższą zaproponował w 1923 amerykański chemik Gilbert N. Lewis, bazując na teorii wiązania chemicznego. W tym samym roku Brønsted i Lowry zaproponowali swoją teorię kwasów i zasad. Obie teorie się różnią, chociaż częściowo się uzupełniają. Każda zasada Lewisa jest zasadą Brønsteda-Lowry'ego, ale kwas Lewisa nie musi być kwasem według definicji Brønsteda-Lowry'ego (i odwrotnie).
Definicja Lewisa nie obejmuje klasycznych kwasów (tj. kwasów protonowych np. HCl), które według teorii Brønsteda-Lowry'ego są kwasami, w myśl definicji Lewisa kwasami nie są. Stanowią one zaś addukty kwasowo-zasadowe.
Według definicji Lewisa kwasami są natomiast związki chemiczne mające silny deficyt elektronów, mimo że w ogóle nie mają w swojej strukturze atomu wodoru (np. chlorek glinu AlCl3, bromek cynku ZnBr2). Kwasami Lewisa mogą też być związki metaloorganiczne, np. CH3AlCl2 lub (C2H5)2AlCl.